# Calliano (Trente)
Pour les articles homonymes, voir Calliano.
Calliano est une commune italienne d'environ 1 600 habitants située dans la province autonome de Trente dans la région du Trentin-Haut-Adige dans le nord-est de l'Italie.

## Administration
| Période                                  | Période | Identité | Étiquette | Qualité |
| ---------------------------------------- | ------- | -------- | --------- | ------- |
|                                          |         |          |           |         |
| Les données manquantes sont à compléter. |         |          |           |         |

### Communes limitrophes
Les communes limitrophes sont  Besenello, Folgaria, Nomi, Rovereto et Volano.

## Jumelages
- Calliano (Italie)
- Callian (France)